# Stenbotjärnen
Stenbotjärnen är en sjö i Karlskoga kommun i Värmland och ingår i Göta älvs huvudavrinningsområde. Sjön är 7 meter djup, har en yta på 0,033 kvadratkilometer och befinner sig 179 meter över havet.